# Burgstall Romatsried
Der Burgstall Romatsried ist eine abgegangene Höhenburg auf einem Hügelsporn östlich des südlichen Ortsteiles von Romatsried (Gemeinde Eggenthal) im Landkreis Ostallgäu in Schwaben. Der wohl bereits während der Bronzezeit besiedelte Burgplatz wurde im Frühmittelalter stark befestigt und im 12. Jahrhundert gewaltsam zerstört.

## Geschichte
1935/37 wurde das Burgplateau teilweise archäologisch durch Ludwig Ohlenroth erforscht. Im reichen Fundgut der auf Anregung des Kreistagspräsidenten Otto Merkt durchgeführten Grabungen befinden sich bronzezeitliche Scherben sowie ein gleichzeitiger Armreif, die auf einen Siedlungsplatz der älteren Hügelgräberbronzezeit hindeuten. Die sonstigen Artefakte stammen nahezu durchgehend aus dem 11. und 12. Jahrhundert.
Das sehr gut erhaltene gestaffelte Wallsystem der Westseite entspricht vergleichbaren Wallanlagen frühmittelalterlicher, besonders ungarnzeitlicher Zeitstellung. Auch der abgegrabene Frontwall auf dem Burgplateau mit seinem tiefen Halsgraben weist auf eine mutmaßliche Ungarnschutzburg der ersten Hälfte des 10. Jahrhunderts hin. Derartige Schutzburgen haben sich besonders zahlreich im Gebiet um die Bischofsstadt Augsburg erhalten. Sie entstanden oft durch den Ausbau älterer Siedlungsplätze oder Befestigungsanlagen.
Die Ausgrabungen von 1935/37 belegen die Weiternutzung der Anlage nach der Beseitigung der Ungarngefahr (Schlacht auf dem Lechfeld, 955) bis ins 11. oder 12. Jahrhundert. Die Untersuchungen erstreckten sich weitgehend auf die Südfront, die vollständig freigelegt wurde. Hier konnte ein fast quadratisches, wohl salierzeitliches Kellerhaus oder ein früher steinerner Wohnturm dokumentiert werden.
Das Gebäude bestand aus mörtelverbundenen Bruchsteinquadern auf Rollsteinbettungen und Rollsteinhinterfüllung. Neben weiteren Pflasterungen und Pfostenstellungen weiterer Gebäude fanden sich auch die Reste von Feuerstellen bzw. Schmelzöfen zur Eisengewinnung. Nordwestlich neben dem Hauptgebäude lag eine kleine rechteckige Kirche mit eingezogener Apsis. Über einem Fundament aus groben, unbehauenen Nagelfluhbrocken konnte noch eine Lage des aufgehenden Mauerwerkes aus relativ großen, sorgfältig behauenen Tuffsteinquadern dokumentiert werden. Das Gotteshaus war insgesamt etwa 14 Meter lang, das Langhaus ungefähr 10,7 Meter.
Das Kurzinventar des Landesamtes für Denkmalpflege berichtet von vier Tuffsteingebäuden auf Nagelfluhfundamenten und zwei Langbauten nordgermanischer Bauweise. Im Zentrum der Siedlung erhob sich eine „Sala“, ein zweischiffiger Bau mit Mittelstützen. Die Nebengebäude waren Block- oder kombinierte Blockbauten oder reine Pfostenhäuser.
Das ganze Plateau scheint dicht besiedelt gewesen zu sein. Zahlreiche aufgefundene Schlüssel deuten auf verschiedene Besitzer der Burggebäude hin. Neben zahlreichen anderen Metallobjekten wurden Pfeil- und Lanzenspitzen geborgen, die etwas altertümlicher erscheinen als die übrigen Artefakte.
Brandschichten legen den gewaltsamen Untergang der nur durch Flechtwerkpalisaden befestigten Siedlung im 11. oder 12. Jahrhundert nahe. Die Anlage scheint also bis in die Zeit der Staufer genutzt worden zu sein, wie besonders die Schlüssel- und Sporenformen des reichen Fundgutes dokumentieren. Die zahlreichen geborgenen Hufeisen, Sattelschnallen, Sporen und sogar Pferdestriegel belegen die Anwesenheit von berittenen Kriegern.
Ungewöhnlich erscheint besonders die einfache Umwallung der frühhochmittelalterlichen Siedlung aus Holzpfosten und Flechtwerk. Hinweise auf eine steinerne Ringmauer konnten nicht gefunden werden. Die endgültige Zerstörung der Anlage ist wohl in die Mitte des 12. Jahrhunderts zu datieren.
Trotz der Bedeutung des Fundplatzes wurden bis in die Gegenwart keine weiteren größeren archäologischen Untersuchungen auf dem Areal durchgeführt. Zeitbedingt konnten auch die Ergebnisse der Grabung von 1935/37 nicht abschließend publiziert werden. Die erhaltene Grabungsdokumentation in den Ortsakten des Landesamtes für Denkmalpflege gibt nur einen groben Überblick über die damaligen Befunde.

## Beschreibung

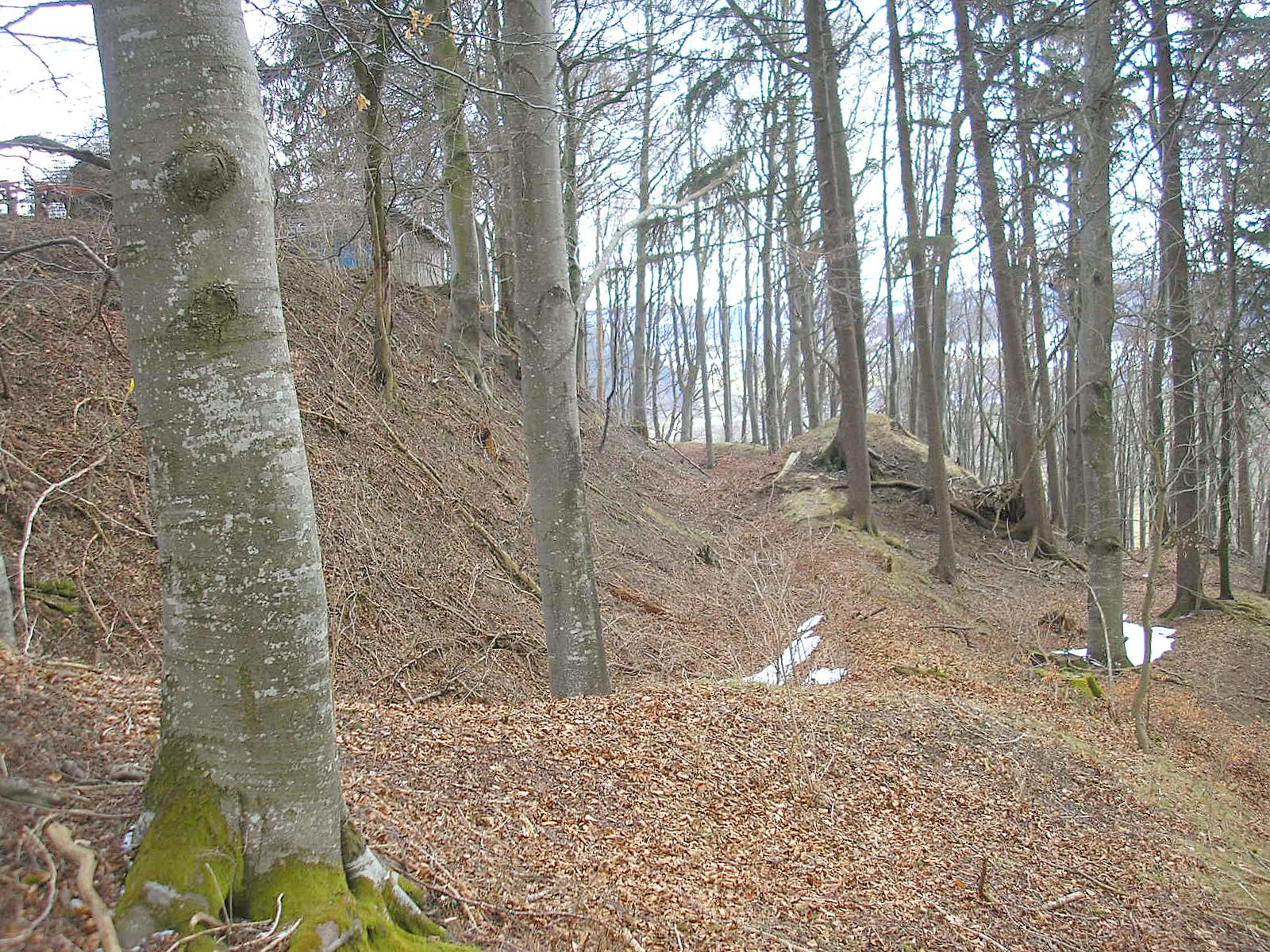
Das gestaffelte Wallsystem der Westseite. Blick nach Süden

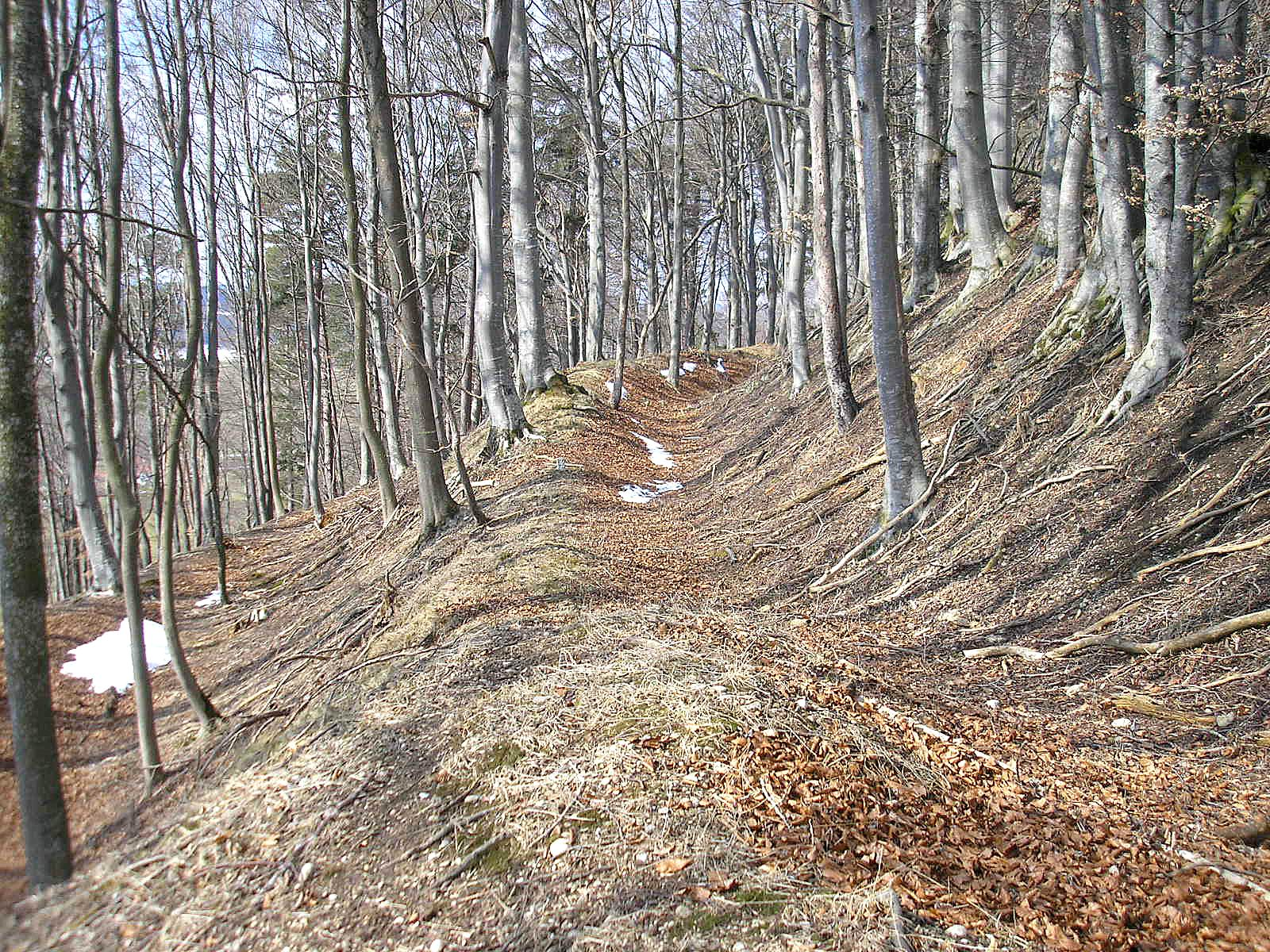
Gegenblick nach Norden

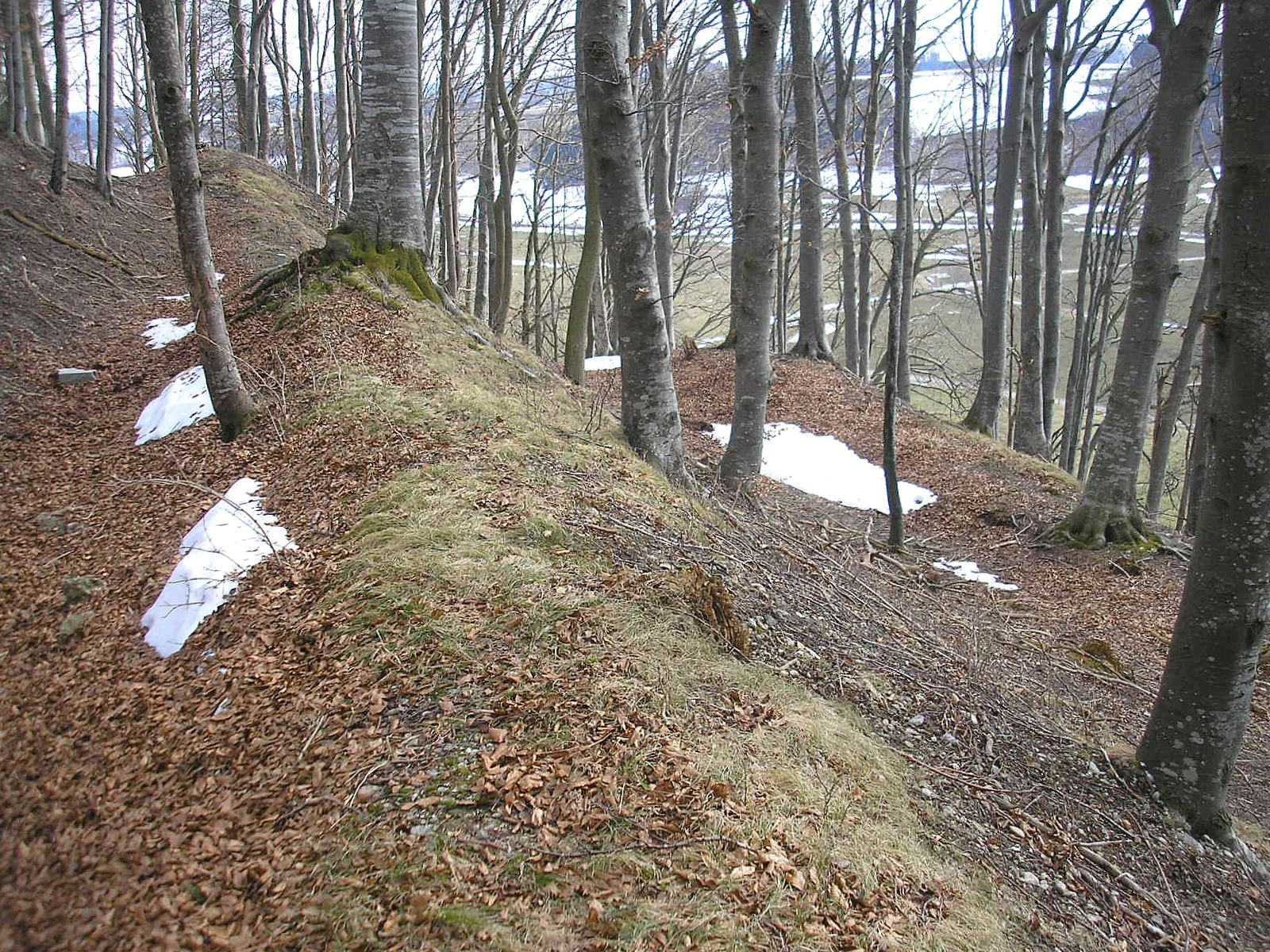
Die beiden Hanggräben im Südwesten der Burganlage

Östlich von Romatsried schneidet ein kleines Seitental den Burgplatz aus der hohen Talwand. Über einem hohen Tertiärsockel liegt hier eine starke alteiszeitliche Decke aus Konglomeratgestein (Nagelfluh), die teilweise in mächtigen Bänken aus den Steilhängen heraustritt.
Im Osten des Hügelsporns wurde der Fels teilweise in kleinen Steinbrüchen abgebaut und dabei das mittelalterliche Wallssystem weitgehend zerstört. Die erhaltenen Erdwerke setzen im Südosten der Anlage an. Ab hier läuft etwa zweieinhalb bis drei Meter unter der Hangkante ein nur ungefähr einen halben Meter tiefer Hanggraben um die Südfront der Burg.
Die gesamte Westseite der Anlage ist durch ein eindrucksvolles gestaffeltes Wallsystem bewehrt. Die Hangböschung fällt sehr steil bis zu sieben Meter zur Grabensohle ab. Vor dem oberen Hanggraben verläuft ein Randwall aus Nagelfluhbrocken, der noch etwa einen Meter hoch erhalten ist. Im Nordwesten steigt der Randwall bis auf über zwei Meter an. Möglicherweise lag hier eine kleine Turmstelle.
Der untere Hanggraben ist in der Mitte der Westseite teilweise abgerutscht oder zur Berme verflacht, sonst jedoch noch gut erkennbar. Die Grabenränder sind künstlich abgesteilt.
Die Nordfront der Befestigung wurde durch die landwirtschaftliche Nutzung (Viehweide) stark verändert. Nach Eberl schützte hier ursprünglich ein mächtiger Abschnittswall mit tiefem Außengraben den Burgplatz. Dieser Befund wäre typisch für eine größere ungarnzeitliche Wehranlage. Solche „Ungarnwälle“ gelten neben den ausgeprägten gestaffelten Wallsystemen zur Reiterabwehr vielen Forschern als eindeutige Kennzeichen derartiger Schutzburgen. Allerdings erfolgt die Einordnung dieser Wehranlagen meist nur nach dem äußeren Anschein, der gelegentlich trügen kann.
Ungewöhnlich ist in Romatsried vor allem die relativ geringe Innenfläche (ca. 120 × 90 m, nach Planskizze bei Eberl) des Burgplatzes, die aber nicht zwangsläufig gegen eine ungarnzeitliche Datierung sprechen muss. Ähnliche Schutzburgen sind oft wesentlich weitläufiger, kleinere mutmaßliche Ungarnwälle flüchtiger angelegt.
Der tiefe Außengraben vor dem Außenwall scheint später mit dem Material des Walles zugeschüttet worden zu sein. Anschließend wurde ein mäßig tiefer Abschnittsgraben angelegt, der vielleicht nur die Fortsetzung einer anschließenden neuzeitlichen Auffahrtsrampe für den Steinbruchbetrieb sein könnte.
Im Westen des ehemaligen Hauptwalles ist noch die Anschüttung einer Turmstelle oder eines hochmittelalterlichen Turmhügels erkennbar.
Das Bayerische Landesamt für Denkmalpflege verzeichnet das Bodendenkmal als mittelalterlichen Burgstall mit vorgeschichtlichen Siedlungsfunden unter der Denkmalnummer D-7-8129-0001.